# Beauty Never Lies
Beauty Never Lies – singiel serbskiej piosenkarki Bojany Stamenov napisany przez Vladimira Graicia i Charliego Masona.
W lutym 2015 roku sersbkojęzyczna wersja utworu wygrała krajowe eliminacje do 60. Konkursu Piosenki Eurowizji. Miesiąc później ukazała się anglojęzyczna wersja piosenki („Beauty Never Lies”), którą Stamenov zaprezentowała podczas pierwszego półfinału konkursu i z którą awansowała do finału i zajęła ostatecznie 10. miejsce z 53 punktami na koncie.
Oprócz serbsko– i anglojęzycznej wersji piosenki, Stamenov nagrała utwór także w języku hiszpańskim („El mundo bajo mis pies”), niemieckim („Die ganze Welt ist mein”) i francuskim („Le monde est a moi”).

## Lista utworów
CD Maxi-single
1. „Beauty Never Lies” – 3:00
2. „Ceo svet je moj” – 3:00
3. „Le monde est a moi” – 2:59
4. „El mundo bajo mis pies” – 3:00
5. „Die ganze Welt ist mein” – 2:48
6. „Beauty Never Lies” [Radio Edit] – 3:00
7. „Beauty Never Lies” [Extended Remix] – 6:20
8. „Beauty Never Lies” [Kobo Mix] – 4:41
9. „Last Night In Vienna” [Instrumental Version] – 3:39
10. „Beauty Never Lies” [Karaoke Version] – 3:00
11. „Ceo svet je moj” [Karaoke Version] – 2:58